# Green out

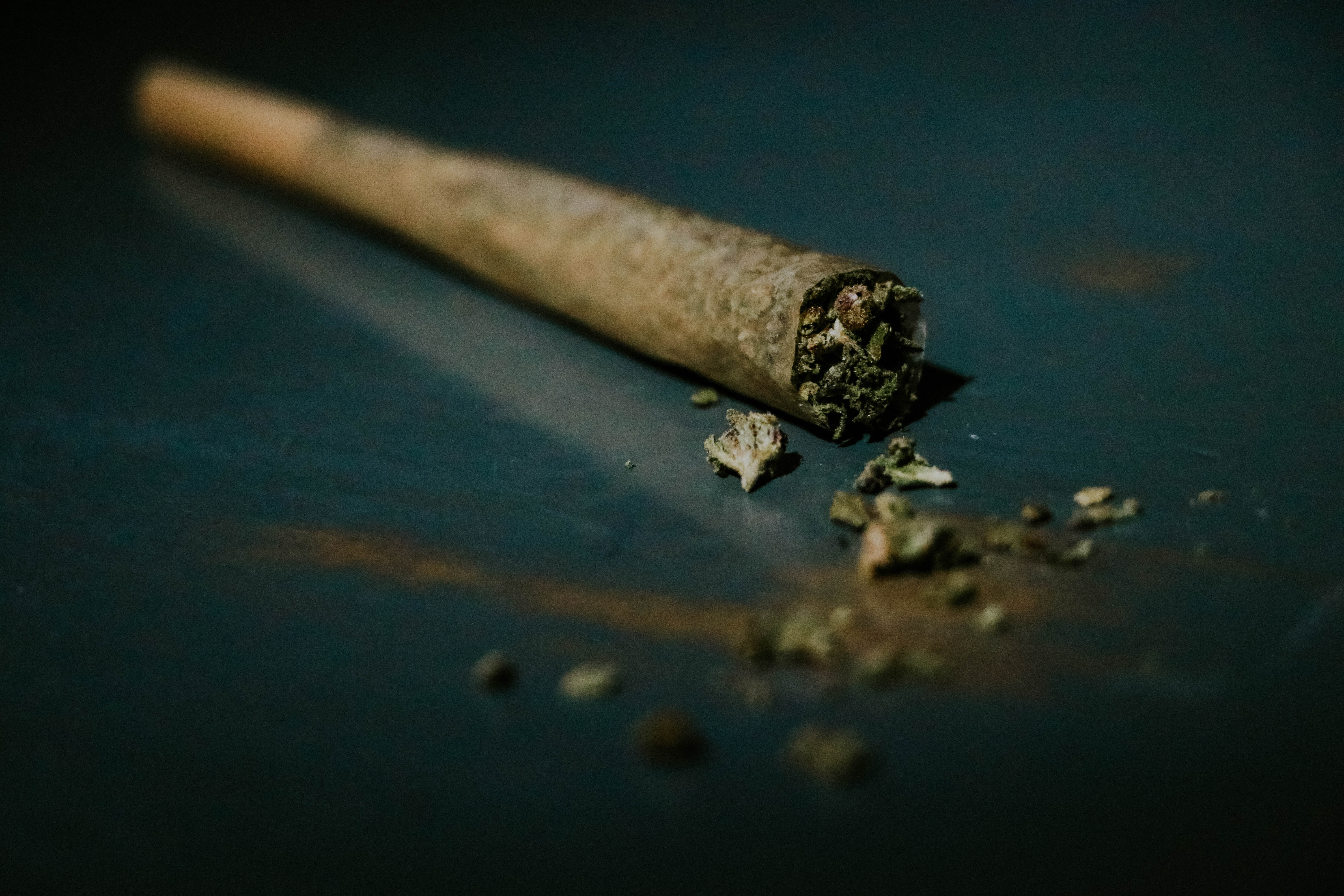
Uno spinello

Lo sbiancamento, noto più comunemente con il termine inglese green out o greening out, è una condizione simile a un blackout. In generale, quando si fa esperienza di un green out, significa che è stata consumata una quantità eccessiva di marijuana. Questo può avvenire con qualsiasi metodo di consumo di cannabis, sia fumando erba sia assumendo commestibili. Questa condizione non è fatale, in quanto è impossibile andare in overdose da cannabis. In alcuni casi, gravi, le persone trattano i sintomi al pronto soccorso. Come già accennato, il termine greening out segue la logica dell'espressione blacking out, che avviene quando si assume una dosa elevata di alcool.

## Meccanismo
Il green out può avvenire attraverso svariati meccanismi, elencati in seguito.

### Consumare troppa erba
Il motivo più comune dietro il  green out è assumere molta più cannabis rispetto a quanto di quella di cui si è abituati. Nel cervello umano, infatti, ci sono recettori che rispondono al THC e ad altri cannabinoidi, che sono i composti della cannabis che fanno sballare. Quindi, quando si fuma troppa erba, questi recettori si sovraccaricano e fanno sentire male il consumatore. Ad esempio, potrebbe essere causato dal fatto che il consumatore non la usi troppo spesso o se si è nuovi nel fumarla, potrebbe dipendere dal fatto di assorbire molto più velocemente la cannabis mentre che la si fuma oppure, nel caso degli edibili, dal fatto di aver bisogno di assumerne di più per potenziarne o velocizzarne l'effetto.

### Fumare cannabis potente
La potenza della cannabis è influenzata dalla quantità di THC o altri cannabinoidi che contiene. Pertanto, anche se si è un consumatore abituale di cannabis, fumare o assumere un commestibile fatto con cannabis ad alte dosi di THC può causare il green out. Prodotti come hashish od olio di hashish, tendono ad avere quantità più elevate di THC rispetto alle infiorescenze della cannabis.

### Mescolare cannabis e alcool
Quando il consumatore beve prima alcolici e poi consuma cannabis, il corpo tende ad assorbire il THC più velocemente. Quindi, anche fumando una dose normale, questo crea effetti potenti molto più velocemente. Bere alcolici e fumare erba, può causare ad alcune persone di sperimentare brutti effetti e sentirti ansiosi. Molti consumatori di cannabis, invece, affermano di non sperimentare cattivi sbalti quando fumano prima di bere alcolici.

### Ingestione di cannabis sintetica
I prodotti a base di cannabis artificiale, come Spice o K2, sono molto più potenti della cannabis naturale, come la marijuana. I loro effetti tendono a essere imprevedibili questo poiché le molecole come di thc sintetico o altri cannabinoidi possono essere agonisti completi dei recettori cb1 e cb2, potrebbero quindi attivare completamente questi recettori aumentando in larga scala il rilascio di neurotrasmettitori.

## Sintomi
I sintomi più comuni del green out sono sudorazione, nausea, vertigini e talvolta anche vomito. Per alcune persone può sembrare molto spaventoso. Potrebbero dire che si sentono come se stessero morendo perché stanno vivendo un'ansia e una paranoia estrema. In casi più rari, può causare ansia, attacchi di panico, allucinazioni o psicosi, palpitazioni cardiache o dolore toracico.
- Il green out non è pericoloso per la salute e non porta alla morte.[2]

## Durata
I sintomi del green out sono solo temporanei. Varia da persona a persona e dipende da quanta cannabis si consuma. Per alcune persone, la durata potrebbe variare dai 30 minuti a un'ora, mentre altre potrebbero avere sintomi per più di 6 ore. Alcune persone potrebbero sentirsi intontite 1 o 2 giorni dopo il loro green out.

## Rimedi
Come già detto, il green out è una condizione temporanea e non pericolosa.

### Sdraiarsi su un fianco
Se il consumatore si sente nauseato o ansioso, dovrebbe allontanarsi dai rumori e dalle luci intense e trovare un posto in cui sdraiarsi. Sdraiando su un fianco una persona che sta sperimentando il green out potrebbe evitare un loro soffocamento in caso dovessero vomitare.

### Rilassarsi
Respirare profondamente e inspira aiuta a mantenere la calma.

### Assumere zuccheri
Un basso livello di zuccheri nel sangue potrebbe peggiorare il green out. Mangiare dei dolci, bere un succo o qualunque bevanda dolcificata potrebbe aiutare a diminuire gli effetti.

### Bere
Essere disidratati può peggiorare questi sintomi.

### Chiamare i soccorsi
Se i sintomi si protraggono per oltre 5-6 ore, la cosa migliore da fare è allertare i soccorsi.